# Odalric av Barcelona
Odalric av Barcelona, död 858, var regerande greve av Barcelona mellan 852 och 858.
Han tvingades hantera konflikter med morerna i gränsområdena under en tid av inre splittring i Frankerriket.